# Тееватерсклооф (община)
Тееватерсклооф (на африканс Theewaterskloof) е община в окръг Оверберг, провинция Западен Кейп, Република Южна Африка, с площ 3246 km².

## Население
93 277 (2001)

### Расов състав
(2001)
- 61 400 души (65,8%) – цветнокожи
- 21 279 души (22,8%) – черни
- 10 464 души (11,2%) – бели
- 134 души (0,1%) – азиатци

### Езици
- 77% – африканс
- 17% – кхоса
- 3% – сесото
- 3% – английски